# Acquanegra Cremonese
Acquanegra Cremonese (Cuanégra in dialetto cremonese) è un comune italiano di 1 188 abitanti della provincia di Cremona, in Lombardia.

## Geografia fisica

### Territorio
Nonostante in passato il territorio fosse paludoso, attualmente quest'ultimo è pianeggiante e bonificato.

### Clima
Il comune si trova all'interno della zona climatica E, mentre il clima mantiene le caratteristiche della pianura Padana: è di tipo continentale, afoso d'estate e freddo d'inverno.

## Geografia antropica
Il comune ha un'unica frazione, Fengo, comune fino al 1867.
Trattandosi di un comune situato in una zona prevalentemente agricola, la distribuzione della popolazione è concentrata nei due centri abitati principali di Acquanegra e Fengo, presentando comunque una piccola parte della popolazione in località e cascine, poco distanti dal centro abitato principale.

## Origini del nome
Il nome ha una chiara matrice latina: aqua nigra significa "acqua nera", "sporca", evidentemente riferito alla presenza delle acque del citato lago Gerundo.

## Storia

### Antichità
Il luogo ove sorge il paese era anticamente occupato dal lago Gerundo, una sorta di grande palude formata dalle acque straripanti dei fiumi Adda, Po e Serio. Grazie all'intervento dell'uomo nel corso dei secoli, nonché al naturale cambiamento del corso dei fiumi che lo alimentavano, questo bacino andò prosciugandosi favorendo la nascita sul territorio di aggregazioni umane.

### Medioevo
Nel 993 il luogo era difeso da un castello in legno dotato di fossati. Il primo cenno menzionante il paese risale al 999, denominato Castrum Acquanigrae. Grazie alle documentazioni medievali, si sa per certo che fu sede di violenti scontri tra i gli eserciti di Milano e Cremona nel 1160 e, successivamente, fu feudo prima dei Pallavicino e poi dei Cavalcabò. Nel 1228, a seguito di una pesante sconfitta subita in una battaglia tra cremonesi e milanesi, vennero completamente distrutte le fortificazioni di cui era munito il paese.

### Età moderna e contemporanea
Molte documentazioni storiche sul comune vennero perse nel 1648, a causa di un saccheggio subito dai francesi.
Nel corso degli anni, trovandosi il paese nell'intermezzo del crocevia delle vie di comunicazione tra alcune città, a partire dall'età napoleonica, Acquanegra è stata attraversata da una strada statale che ne permetteva la comunicazione tra le città di Milano, Cremona e Pavia.
Ad oggi tale strada statale, denominata "SS243", è stata declassata a strada provinciale, convertendone la denominazione a "SP234", pur mantenendo le proprie caratteristiche di viabilità.

### Simboli
Lo stemma adottato dal Comune anche se privo di formale decreto di concessione, si può blasonare: partito: nel primo d'argento, alla croce di rosso; nel secondo fasciato di rosso e d'argento; a due spade d'argento, con le punte all’insù, passate in decusse e attraversanti sul tutto; con il capo di porpora, a due rami di quercia e d'alloro, annodati da un nastro dai colori nazionali. Ornamenti esteriori da Comune.
Il gonfalone in uso è un drappo partito di rosso e di bianco

## Società

### Evoluzione demografica
Abitanti censiti

### Istituzioni, enti e associazioni
In paese è attiva da circa trent'anni un'associazione denominata "Pro Loco" che si prefigge di valorizzare le risorse storico-culturali del territorio anche promuovendo momenti di socializzazione e feste paesane.

## Infrastrutture e trasporti

### Ferrovie
Il paese è servito da una propria stazione ferroviaria che espleta sia il servizio merci che quello passeggeri.
La stazione si trova sulla linea servita dalla ferrovia Pavia-Cremona, che si estende successivamente verso Mantova e permette di arrivare, tramite interconnessione presso Codogno, al capoluogo di regione.
L'area servita dalla ferrovia presenta anche un importante snodo di accesso allo stabilimento produttivo di mangimi locale, tramite il quale è interessato anche il carico e scarico di vagoni merci.

Monumento ai caduti presente di fronte alla stazione di Acquanegra Cremonese

## Amministrazione
| Periodo        | Periodo   | Primo cittadino        | Partito                        | Carica  | Note |
| -------------- | --------- | ---------------------- | ------------------------------ | ------- | ---- |
| 27 maggio 2019 | in carica | Oreste Daniele Bricchi | Acquanegra e Fengo la sorgente | Sindaco |      |

## Sport
In campo sportivo il paese è rappresentato dal 1970 dalla società di calcio locale che porta lo stesso nome del paese e che in passato ha dato vita a emblematiche sfide con la squadra del Fengo, rappresentante della vicina frazione. Nella stagione 2023-2024, l'Acquanegra Cremonese milita in Terza Categoria.